# Zircosolfato
Lo zircosolfato è un minerale.